# Нормабаш
Нормаба́ш (тат. Нормабаш) — деревня в Балтасинском районе Республики Татарстан, в составе Норминского сельского поселения.

## Этимология
Топоним произошёл от гидронима «Норма» и гидрографического термина татарского происхождения «баш» (начало, исток).

## География
Деревня находится в верховье реки Норма, в 15 км к юго-востоку  от районного центра — посёлка городского типа Балтаси.

## История
Деревня Нормабаш (до середины 1930-х годов была известна под названием Вершина Нурмы) упоминается в первоисточниках с 1664 года.
В сословном плане, вплоть до 1860-х годов жители деревни относились к государственным крестьянам. Их основными занятиями в то время были земледелие, скотоводство, пчеловодство.
В «Списке населенных мест по сведениям 1859 года», изданном в 1866 году, населённый пункт упомянут как казённая деревня Нурма-Вершины 2-го стана Казанского уезда Казанской губернии. Располагалась при безымянном ключе, по правую сторону Сибирского почтового тракта, в 115 верстах от губернского города Казани и в 54 верстах от становой квартиры в заштатном городе Арске. В деревне в 11 дворах жили 113 человек (60 мужчин и 53 женщины). Была мечеть.
В начале XX века в деревне действовала мечеть (с 1911 года).
С 1932 года в селе работали коллективные сельскохозяйственные предприятия, с 1995 года — сельскохозяйственные предприятия в форме ООО.
Административно, до 1920 года деревня относилась к Казанскому уезду Казанской губернии, с 1920 года — к Арскому кантону, с 1930 года (с перерывом) — к Балтасинскому (Тюнтерскому) району Татарстана.

## Население
Динамика
По данным переписей, население деревни увеличивалось с 19 душ мужского пола в 1782 году до 408 человек в 1949 году. В последующие годы численность населения деревни уменьшалась и в 2022 году составила 135 человека.
Национальный состав
Согласно результатам переписи 2002 года, в национальной структуре населения села татары составляли 100% из 204 человек.

## Экономика
Жители работают преимущественно в ООО имени Тимирязева, занимаются мясо-молочным скотоводством, полеводством, овцеводством, имеют 55 личных подсобных хозяйств, содержат 137 голов крупного рогатого скота

## Инфраструктура
В селе действуют фельдшерско-акушерский пункт, продуктовый (промтоварный) магазин.

## Религия
Мечеть (с 2004 года).